# Hermann Olshausen
Hermann Olshausen, född 21 augusti 1796 i Bad Oldesloe i Holstein, död 4 september 1839 i Erlangen, var en tysk evangelisk teolog. Han var bror till Justus och Theodor Olshausen.
Olshausen var son till den framstående predikanten Detlev Johann Wilhelm Olshausen (död 1823). Han blev 1821 extra ordinarie professor i teologi i Königsberg, ordinarie professor 1827 där och 1834 i Erlangen.
Olshausens ämne var exegetiken, vilken han, påverkad av Schleiermachers åskådningssätt, behandlade med personlig fromhet. Hans förnämsta arbete är Biblischer Commentar über sämtliche Schriften des Neuen Testaments zunächst für Prediger und Studirende (band I–IV, 1830-40, fortsatt av Wiesinger och Ebrard med band V–VII, 1852–62; "Biblisk kommentar öfver Nya testamentets samtliga skrifter", I–VII, 1840–64).